# Борго Еуропа (Рагуза)
Борго Еуропа је насеље у Италији у округу Рагуза, региону Сицилија.
Према процени из 2011. у насељу је живело 633 становника. Насеље се налази на надморској висини од 120 м.